# Veidemannen
Der Veidemannen (norwegisch für Weidmann, Jäger) ist ein 1250 m hoher Nunatak im ostantarktischen Königin-Maud-Land. In der Gjelsvikfjella ragt er im nördlich der Mayrkette auf.
Wissenschaftler des Norwegischen Polarinstituts benannten ihn 1991.